# Rogozina, Dobrici
Rogozina (în bulgară Рогозина, în română Rogojina) este un sat în comuna Gheneral-Toșevo, regiunea Dobrici, Dobrogea de Sud, Bulgaria. 
Între anii 1913-1940 a făcut parte din plasa Casim a județului Caliacra, România. Lângă localitate a mai existat o așezare (azi dispărută) numită Predel în timpul administrației românești și Murafatsch în trecut.
Vasile Stroescu în lucrarea Dobrogea nouă pe căile străbunilor nota: La vreo 8 km. de Spasovo se află satul Rogozina (Hasârcuiusu-Satul Păpureni). Pe vremuri erau mlaștini unde creștea papură multă ce servea la țesutul rogojinilor. E situat în vale, având în împrejurimi dealuri mici și 4 movile. Valea are direcția Cernooco-Rogozina-Spasovo spre Mangalia. Se învecinează la răsărit cu satul Spasova, la apus Cernooco, la miazănoapte Predel și la miazăzi Călina, Velicovo, Crușovo.

## Demografie
Componența etnică a satului Rogozina
     Turci (45,33%)
     Bulgari (22%)
     Romi (11,33%)
     Nicio identificare (21,33%)
La recensământul din 2011, populația satului Rogozina era de 150 locuitori. Nu există o etnie majoritară, locuitorii fiind turci (45,33%), bulgari (22%) și romi (11,33%). Pentru 21,33% din locuitori nu este cunoscută apartenența etnică.